# (11107) Hakkoda
(11107) Hakkoda (1995 UU4) – planetoida z pasa głównego asteroid okrążająca Słońce w ciągu 5,19 lat w średniej odległości 3 j.a. Odkryta 25 października 1995 roku.